# Thöml-Schlössl

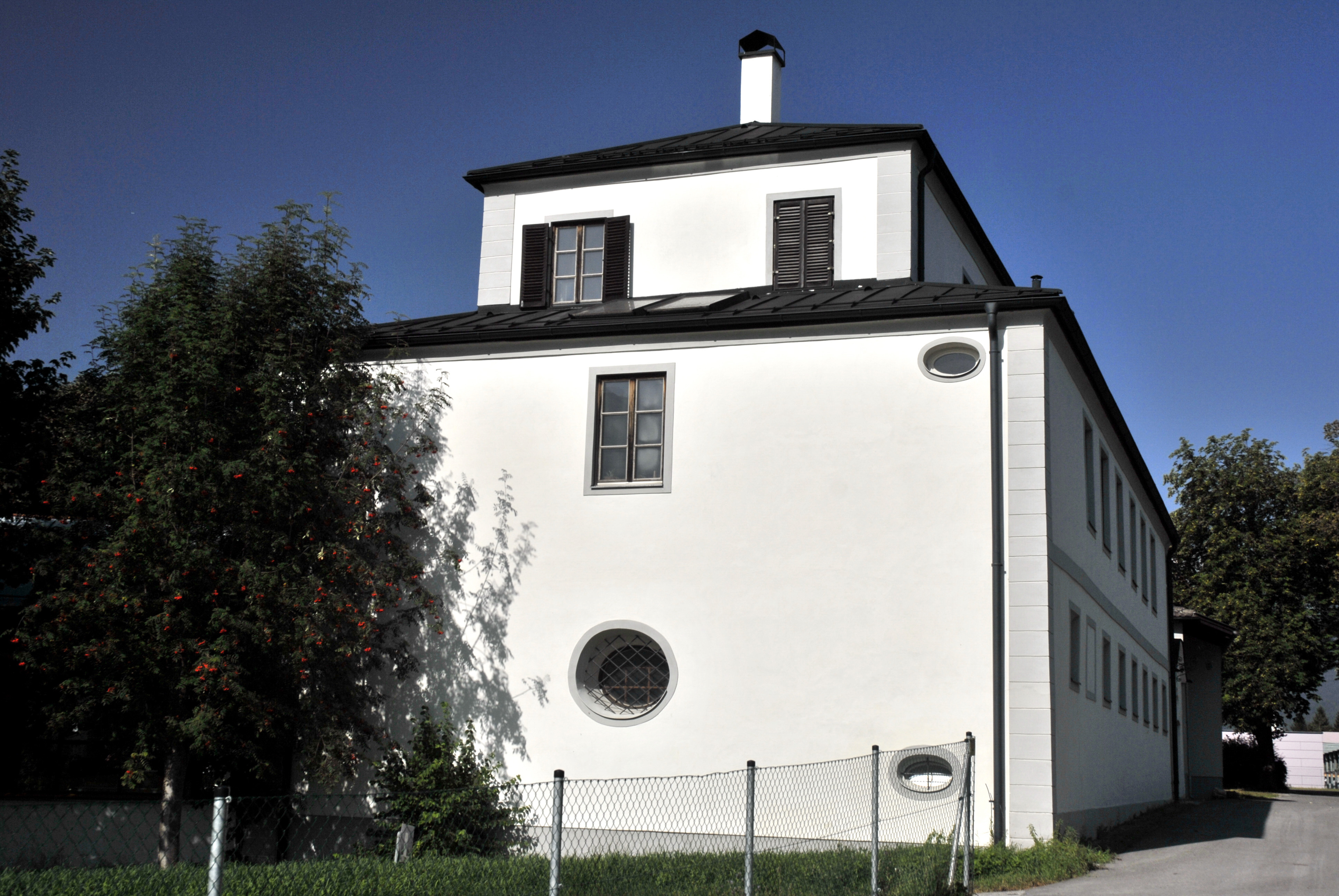
Thöml-Schlössl in Hall in Tirol

Das Thöml-Schlössl befindet sich in der Stadt Hall in Tirol im Bezirk Innsbruck-Land von Tirol (Mitterweg 8). Das Thöml-Schlössl ist benannt nach Thomas Bliem, der 1780 im Besitz des Schlössls (damals als Bruggerhof bezeichnet) war.

## Geschichte des Schlosses
Das Schloss wurde um 1710 von Maria Eleonore Herberstein, die Oberin des Haller Damenstifts, erworben und für die Jesuiten umgestaltet.
Die Jesuiten hatten 1569 auf Betreiben des Erzherzogs Ferdinand von Tirol und seiner Schwestern Magdalena und Helena eine Jesuitenniederlassung in Hall begründet. Drei der Töchter Kaiser Ferdinands I. gründeten in Hall 1567 ein Damenstift und zogen sich dorthin zurück. Die Jesuiten waren hier die Beichtväter. Zudem entstand 1573 ein Kolleg für den Orden, der die Niederlassung auch nach dem Tod der Erzherzoginnen (1590) aufrechterhielt, obwohl der Generalobere Franz Borja den Bestand nur auf die Lebenszeit der Stifterin Magdalena beschränkt hatte. Zu Beginn des 17. Jahrhunderts waren die Jesuiten im Besitz den Ansitzes Madleinhof in Thurn, wobei sie diesen Hof als Sommerresidenz nutzten. Da Thurn von Hall zu weit weg war, bemühten sie sich um einen neuen Wohnort, den sie dann im Thöml-Schlössl fanden. Nach Aufhebung des Jesuitenordens 1773 ging der Ansitz an die Familie Bliem über, die darin eine Gastwirtschaft einrichteten und die heute noch im Besitz des Anwesens ist.

## Thöml-Schlössl heute
Der Bau liegt am Ostrand von Hall. Über dem Eingangstor ist ein Fresko eines Jesuitenpaters angebracht, der Eingang wird von einem Kreuz betont. Im ehemaligen Refektorium im Erdgeschoß ist eine Holzkassettendecke erhalten. Das Portal zum Speisesaal ist von gedrehten Säulen flankiert und besitzt in der Sopraporte eine Inschrift, die an die Umbauten durch Eleonore von Herberstein im Jahre 1710 durch ein sechsfaches Chronogramm erinnert. Im Hausinneren ist ebenso eine doppelläufige Stiege mit durchbrochenem Geländer erhalten, die in das Obergeschoß führt. Hier sind an zwei parallelen Korridoren kleine Zimmer zellenartig aneinander gereiht. Im Haus sind noch ein Marmorkamin, alte Möbel und Bilder erhalten. Bis 1936 waren in den Fenstern des Hauses noch die alten Butzenscheiben, die dann einer Fenstervergrößerung weichen mussten. Aktueller Besitzer ist Ernst Karl Bliem.
Äußerlich ist das Gebäude mehrmals stark erneuert worden. Das ehemalige Gelände des Ansitzes wurde aktuell von der Neuen Heimat mit Wohnbauten zugebaut, die von dem Architektenbüro Henke & Schreieck geplant wurden.